# Меро, Жозеф Никола Лефруа де
Жозеф Никола Лефруа де Меро (фр. Joseph-Nicolas Le Froid de Méreaux; 22 июня 1767, Париж — 6 февраля 1838, Париж) — французский композитор и органист. Сын Никола Жана Лефруа де Меро, отец Амеде Меро.
Учился у своего отца. В 1789 году привлёк всеобщее внимание, играя на органе, установленном на Марсовом поле в рамках празднования Дня Федерации. С 1791 года и до конца жизни был органистом Протестантской церкви Оратории в Лувре, преподавал игру на фортепиано и органе. Опубликовал ряд сонат и фантазий для фортепиано, другие камерные сочинения; автор торжественной кантаты в честь коронации Наполеона (1804).